# Ingá (Paraíba)
Ingá ist ein Munizip im brasilianischen Bundesstaat Paraíba. 2011 hatte Ingá 18.234 Einwohner auf einer Fläche von 288 km².

## Geschichte
Manche Historiker vermuten, dass der Ortsname Ingá seinen Ursprung in den Tupí-Guaraní-Sprachen hat und voll Wasser bedeutet. Die administrative Verwaltung begann mit der Schaffung des Bezirks Vila do Imperador (Kleinstadt des Kaisers) durch das Provinzgesetz (lei provincial) Nr. 2. Durch das Provinzgesetz Nr. 3 vom 23. Mai 1846 wurde die Stadt in Ingá umbenannt.
Die Comarca von Ingá wurde am 10. April 1940 gegründet.

## Geographie
Ingá grenzt an die Municípios Mogeiro, Itatuba, Fagundes, Riachão do Bacamarte, Serra Redonda, Juarez Távora und Campina Grande.
Die Stadt befindet sich in einem semiariden Gebiet, welches vom Ministério da Integração Nacional 2005 definiert wurde.

## Wirtschaft
Die Wirtschaft von Ingá gliedert sich in Landwirtschaft, Viehzucht und Industrie. Die Landwirtschaft wird überwiegend als Subsistenzwirtschaft betrieben, trägt jedoch in Einzelfällen auch zur Einkommenssicherung von Familien bei. In der Viehzucht ist der Ort insbesondere für die Haltung von Rindern, Schweinen und Ziegen bekannt.
Mit der Ansiedlung einer Satellitenfabrik des Schuhherstellers Alpargatas S.A. im Jahr 1992 erlebte Ingá einen deutlichen Entwicklungsschub. Viele Bewohner gaben ihre landwirtschaftliche Tätigkeit auf, zogen in die Stadt und fanden Arbeit in der Industrie. In der Folge weitete sich auch der lokale Handel und Dienstleistungssektor aus, unter anderem durch Rückkehrer, die eigene Geschäfte wie Restaurants und Läden eröffneten. Mit der Schließung der Fabrik im Jahr 2020 verschlechterte sich die wirtschaftliche Lage des Ortes erheblich, was eine verstärkte Tendenz zur Abwanderung begünstigte.

## Sehenswertes
Ingá ist insbesondere für den Pedra do Ingá bekannt, ein Felsen mit Inschriften, die vielleicht von den Ureinwohnern gemacht wurden, lange bevor Europäer den Kontinent erreichten. Forschern ist es bisher noch nicht gelungen, die Bedeutung zu entschlüsseln.

## Einwohnerentwicklung
| Datum | Einwohnerzahl |
| ----- | ------------- |
| 2009  | 18.784        |
| 2011  | 18.234        |